# Samuel Scheidt

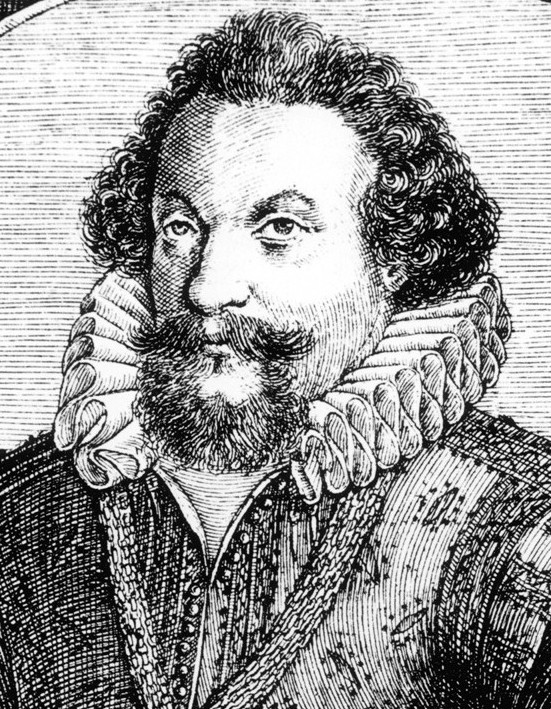
Samuel Scheidt

Samuel Scheidt (Halle, bautizado el 3 de noviembre de 1587-24 de marzo de 1654) fue un compositor maestro y organista alemán del período barroco temprano. Fue el introductor de la Tabulatura Nova, un nuevo método de notación musical.

## Biografía
Samuel Scheidt nació en Halle (Sajonia-Anhalt), en la actual Alemania, y luego de sus primeros estudios, viajó a Ámsterdam a estudiar con Sweelinck, el distinguido compositor holandés, quien influyó claramente en su estilo. Al retornar a Halle es nombrado organista de la corte y luego maestro de capilla del arzobispo de Magdeburgo, el Margrave de Brandeburgo.
A diferencia de otros músicos alemanes (por ejemplo, Heinrich Schütz), permaneció en Alemania durante la guerra de los Treinta Años, tratando de sobrevivir enseñando y realizando una serie de pequeños trabajos. Con la restauración de la paz, reasume su puesto de maestro de capilla.

## Obra
Scheidt fue el primer compositor del Barroco alemán que escribió obras para órgano de relevancia, y representa el florecimiento del nuevo estilo del norte alemán, que se produce principalmente como resultado de la reforma protestante.
En el sur de Alemania y otros países de Europa, la influencia espiritual y artística de Roma permanecía intacta, con lo que la música continuaba derivando de los modelos italianos.
Distanciados de Roma, los músicos de las nuevas regiones protestantes desarrollaron nuevas ideas estilísticas, que eran muy distintas de la práctica de sus vecinos. 
La música de Scheidt es de dos categorías principales:
- Música instrumental, incluyendo una gran cantidad de música para teclado, la mayoría para órgano.
- Música sacra vocal, incluyendo obras a capella, con bajo continuo, u otro acompañamiento instrumental.

### Música para órgano
Su música para órgano fue famosa en su época, hasta que fue eclipsada por las obras de J.S. Bach. En sus numerosos preludios corales, Scheidt usa a menudo una técnica de patrones de variación, en que cada frase del coral utiliza un motivo rítmico diferente, y cada variación (consistente en varias frases) es más elaborada que la anterior, hasta que se alcanza el clímax de la composición. 
Además de sus preludios corales, escribió numerosas fugas, suites de danzas (muy a menudo de forma cíclica, compartiendo un bajo continuo común) y fantasías.